# ACM Enduro x4
ACM Enduro x4 − mały terenowy samochód osobowy produkowany przez włoską firmę ACM. Samochód był napędzany przez silnik cztero-cylindrowy silnik Diesla produkcji Volkswagena o pojemności 1,6 l (75 KM przy 5000 obr./min). Moc przenoszona była na obie osie poprzez 4-, lub 5-biegową manualną skrzynię biegów.
Model ten budowany był na bazie ARO 10.4 (trzy-drzwiowe kombi), lub ARO 10.1 (dwu-drzwiowy z miękkim dachem).
Istniała też wersja, napędzana silnikiem Diesla produkcji Volkswagena, lecz o innych parametrach − 1588 cm³ (53 KM przy 4800 obr./min), z 4-stopniową skrzynią biegów. Ostatnią innowacją z marca 1991 była zmiana silnika na TurboDiesel Volkswagena 1,6 l (69 KM przy 4500 obr./min). Pozostałe dane samochodu odpowiadają charakterystykom ARO 10.
Cechą odróżniającą ACM Enduro x4 od ARO 10 była osłona chłodnicy (tzw. "grill") w tym samym kolorze co kolor nadwozia, oraz matowoczarne osłony błotnikowe.